# تصویربرداری اصلی
تصویربرداری اصلی (به انگلیسی: Principal photography) به فازی از فیلم‌سازی گفته که در آن قسمت عمده‌ای از فیلم فیلم‌برداری می‌شود. در این مرحله بازیگران روی صحنه می‌روند و جدا از مراحل از پیش‌تولید و پس‌تولید انجام می‌شود.

## پرسنل
علاوه بر پرسنل اصلی فیلم، مانند: بازیگران، کارگردان، فیلم‌بردار یا مهندسی صدا و دستیاران مربوطه (دستیار کارگردان، دستیار دوربین، اپراتور بوم)، مدیر تولید واحد نقش تعیین‌کننده‌ای در فیلمبرداری اصلی دارد. آنها مسئول اجرای روزانه فیلم‌برداری، مدیریت، موانع موقعیت، حمل و نقل و غذا هستند.
فیلم‌های بلند داستانی معمولاً از زمان شروع تصویربرداری اصلی بیمه می‌شوند.